# Жил Греви
Франсоа Пол Жил Греви (фр. François Paul Jules Grévy; Мон-су-Водре, 15. август 1807. — Мон-су-Водре, 9. септембар 1891) био је 4. председник Републике Француске тј. њен старешина (шеф).

## Економске реформе

### Француска на почетку његовог мандата
Индустријски и трговински напретци створили су изобилно нових богатстава; а изобиље онога што је за живот потребно учинило је, да се умножи и број становника. Никад није умножавање било тако брзо. За 82 године (од 1800. до 1882.) Европа је од 187 достигла до 330 милиона, а Савезне Државе од 5 на 50 милиона становника. Код англосаксонских је народа умножавање најбрже за тих 80 година, њихов се број утростручио.
Богатство се још више умножило, па се и сад још једнако умножава. Становници образованих земаља не троше све своје приходе; они сваке године остављају на страну суме које употребљавају на стварање нових извора, и то је уштеда. Она је за време Гревија у средњу руку у Француској износила на 1 900 милиона. Штедионице, које су 1860. године имале на остави 3 150 милиона, имале су 1878. године 8 500 милиона. Државе су се користиле тим повећавањем богатства, те су умножиле и своје издатке. Расходи су се у Француској попели од 700 на 2 800 милиона. За подмирење тих расхода морали су се за толико повећавати порези, јер су постали једини државни извори прихода. Непосредни порез на имања никако не би могао задовољити то огромно повећавање издатака. Стога се прибегло ударању царине, посредних пореза, на пиће, шећер, дуван и др, који су услед умножавања становништва постали најпродуктивнији од свих врста пореза.
Државе су добивале новац на зајам с таквим олакшицама, какве су биле непознате владама XVIII столећа; оне су се тим користиле и начиниле грдно велике дугове. За то је Енглеска дала први пример: да би могла издржати рат с Наполеоном, опа је свој дуг подигла на 920 милиона фуната стерлинга (23 милијарде) у 1815. години. Тада се говорило да ће толики дуг неминовно довести до бранкротства.
Тим је путем пошла и Француска; узајмљивање је постало обичним извором за владу, која је била у великој новчаној неприлици. Државни су дугови уговорени под видом неисплативе позајмице, и повериоци само имају права да примају интерес. Стога је доста да се годишње порез повећа за онолико, колико је потребно за плаћање тога интереса.
Тим су се поступком толико служили, да је дуг готово свих држава од 1820. до 1880. године порастао до нечувених размера. Француска је свој дуг подигла од 4 на 22 милијарде. Највећи део тако позајмљенога новца отишао је на ратне трошкове. Наоружање је повећало дугове за 40 милијарда, док су их железнице и телеграфи повећали само за 14 милијарда.

### Новац и Новчанице
Златни рудници у Аустралији и Калифорнији дали су више злата него што га је игда било у саобраћају откако је света. За време од 1850. до 1860. вађено је сваке године у средњу руку по 200 000 килограма злата у вредности 700 милиона динара. Количина злата растуренога по свету између 1800. и 1885. године готово се утростручила, и цени се да га данас има око 45 милијарда. — Сребрни су рудници у почетку били мање издашни: око 1850. године опи су још давали само 900 000 килограма годишње, око 1870. производња се попела на 2 000 000, а 1884. на 2 800 000.
То увећавање, ма да је грдно велико, ипак није сразмерно са увећавањем трговине, која се за то време удесетостручила. Драгоцени метали дакле не би могли подмирити потребе. Једна од Великих револуција XIX столећа било је и разви-јање папирнога новца.
Још одавно је имало банака (новчаних завода), које су издавале новчанице (банкноте). Кина их је имао још у VIII столећу по Христу; Француска је 1719. године имала банку Ло-ову. Али свет није имао довољно вере у те хартије.
Од краја XVIII столећа установљене су државне банке, с довољном гаранцијом, да би могле улити поверење. Банка има права да изда само одређену количину новчаница, али мора у својим касама чувати довољно новаца, да би могла исплатити своје новчанице: то је метилна подлога (новчана); она износи отприлике једну трећину вредности оних новчаница које су у саобраћају. Остатак своје подлоге банка даје на приплод, позајмљујући га сигурним трговцима: те позајмљене вредности сачињавају лисницу (portefeuille, то јест вредност у хартијама). Пошто је новац не кошта ништа, јер га је добила у размену за своје новчанице, банци је осигурана добит. У време кризе, кад би сви имаоци новчаница могли покушати да у исти мах наплате своје новчанице, држава притиче банци у помоћ одређивањем принуднога курса (cours forcé); банка није више обавезна да исплаћује и онда се морају новчанице примати за сва плаћања.
До краја века све образоване земље имају своје државне банке. У богатој Француској, где је поверење потпуно, новчанице се тако исто лако примају као и злато, а често их још и воле као подесније за ношење. У земљама, где држава има мање поверења, новчанице надају испод оне вредности коју оне представљају.

## Јавна настава
Најпре је остварено начело обавезне основне наставе у Немачкој, а поглавито у краљевини Саксонској, Виртенбергу и Пруској. У свима су општинама установљене основне школе, и сва деца од шесте до четрнаесте године обавезна су да их походе. Држава је најзад примила на себе највећи део трошкова, тако да је настава могла постати бесплатна.
Исто је такво уређење заведено и у Швајцарској и скандинавским земљама.
Тај је пример мало по мало придобио и остале народе. Сад је на целом копну усвојено да сва деца без разлике имају права на основну наставу. У многим је државама настава чак и обавезна. Тако је било од 1882. године и у Француској.
Настава се у свима земљама, па и у Француској, развијала у толико, у колико је владавина бивала више демократска. Земља, у којој је основна настава највише распрострањена, у истини је и највише демократска на целом свету, а то су Савезне Државе.
Чинећи наставу обавезном, владе су је у исто доба чиниле и свима приступачном, оснивајући о државном или општинском трошку школе по свима предграђима.
Године 1880. у Француској је било 73 000 школа, укључујући и 12 000 приватних школа, с 5 милиона ученика.

## Учешће Француске у друштвеним, политичким и економским напретцима
У политичким стварима Француска је обично позајмљивала из Енглеске оне установе, које су јој биле потребне, да се уреди после обарања старога уређења. Но она је те установе тако изменила, да се могу применити на животне прилике народа на европском копну. Тако је већина уредаба у Немачкој, Шпанији, Италији, Белгији и др. израђена по угледу на француске уредбе. Парламентарна владавина, оваква каква се данас употребљава у целој Европи, енглеска је творевина, но дотерана према оном, како се у Француској практикује.
Што се тиче економских напредака, они готово сви воде своје порекло из Енглеске. Енглески народ, богатији и навикнутији на. индустрију (за шта има да захвали својим рудницима гвожђа и угља), на погоднијем положају за поморску трговину у велико, претекао је све остале за време великих ратова, који су Европу упропашћавали и расељавали. Од туд је Енглеска од пре стотину година давала другим народима пример за све готово економске напретке. Енглези су измислили парну машину и железницу, они су дали прве угледе великих фабрика, рудника, железничких и паробродских друштава; они су уредили кредитни и банкарски систем, акционарска (удеоничка), кооперативна и радничка друштва.
Француска се понајчешће ограничавала на угледање на економске установе Енглеске. Она није стварањем доприносила економском напредовању света. Али се она за свој рачун знатно користила. Да би се то видело, довољно је упоредити садашњу статистику са статистиком из почетка XIX столећа.
Од 1815. године вредност се земље удвостручила, па је нешто и већа: тада је хектар земље вредео у средњу руку 700 динара, 1874. године вредео је 2000 дин.; по том је вредност опала, те 1889. године хектар није вредео више од 1700 динара. Целокупна се вредност попела на 90 милијарда.
Број кућа и фабрика 1823. године износио је маље од 6,5 милиона, а 1888. године пребацио је преко 9 милиона. Вредност грађевина још се много више увећала неголи и број њихов; 1851. године цењена им је вредност на 20 милијарда, а 1888. године без мало 40 милијарда динара.
Расла је и трговина са иностранством. За време Гревија било је око 5448 увоза и око 4383 извоза.

## Француско ширење у Африци

### Алжир
Када је Жил Греви дошао на чело Француске, земља је имала једну област од 300 000 km² у Алжиру (не рачунајући око 100 000 km² у пустињи Сахари). Уз старо кабулско и арабљанско становништво населише се и европски досељеници. У години 1881. већих је било 420 000 душа, од њих су бар половина Французи или француски потомци, који су готово сви дошли из јужних покрајина, а остали су прирођени странци: (Покушало се после 1870. године да се у Алжиру заснују насеобине од Елзашана, али није било успеха.) Италијани, Шпанци и Малтези. (Ту ваља додати и 50 000 алжирских Јевреја, који су се 1870. године изјаснили да су Французи). Староседелаца има 3 260 000 душа. Земља је била подељена на два дела. Они предели, где су се населили досељеници, сачињавају грађанску област, подељену на три округа (департмана) и уређену по француском начину, са истим онаквим чиновницима, какви су и у Француској; становници бирају посланике за народну скупштину и за сенат. У тој грађанској области станује и већина староседелаца, но они су сачували своју веру, своје законе и своје племенске старешине, и нису француски грађани.
Само оне земље, где су староседеоци остали сами, (а то је већином област Сахаре), сачињавају војну област (territorie de commandement), која је остала уређена по војничком начину; ту су француски официри у исти мах и војничке старешине и управници (администратори); они и суде и одржавају ред међу урођеницима.
Досељеници су заузели највећи део плодних земаља, које су узапћене или купљене од староседелаца, те их сад обрађују; Кабули, који су и пре били земљорадници, сад су повећали своју производњу. Алжир је пре свега земља житом изобилна; ту се 1887. године нажело скоро 15 милиона цената (квинтала) жита и јечма. Он даје и плодова које доносе топле земље. Оп је 1887. године дао 160 000 хектолитара маслинова уља; ту се гаји поморанџа, урма, шећерна трска итд.
Од пре неколико година отворена су и три нова извора за приходе. У приморју се гаје варива, која се шаљу у Француску као прве пролетње новине (она сазревају много пре него поврће у Француској). По висоравнима у унутрашњости бере се једна дивља биљка, тако звана алфа, од које се гради хартија; 1887. године набрано је 2 200 000 цената. У средњој је области сађена, па се и сад још сади винова лоза. 1886. године већ је имало 70 000, а 1888. године 88 000 хектара винограда; године 1886. нађено је 1 569 000, а 1888. године 2 728 000 хектолитара вина.
Алжир је у 1887. години учинио трговински промет од 211 милиона динара увоза и 186 милиона извоза.
Рачуна се да је Алжир од 1830. до 1888. године стао Француску 5 милијарда, а дао је прихода само 1 250 милиона. Али треба водити рачуна и о том, да је 3 400 милиона утрошено на војне издатке. Од тада се приходи брже повећавају неголи расходи и вредност имања у Алжиру цени се преко 3 милијарде динара.
С две стране поред Алжира биле су остале независне муслиманске државе, на западу Мароко, а на истоку Тунис. Француска није тежила за тим да заузме Мароко, па чак ни после победе над мароканским султаном, Абд-ел-Кадеровим савезником, 1844. године. А према Тунису она се само ограничила на то, да тунискога беја примора, да се остави гусарења по Средиземном Мору.

### Тунис
Туниски је беј покушао да у својој држави уведе владавину по европском начину. Но он је успео само у толико, што је наредио да француски инжињери изврше неколике радове, и што је учинио у Европи позајмице, које га доведоше до банкротства 1869. године. Тунис и даље остаде у нереду, који му није дао да се користи својим изворима.
Године 1881. француска се влада користи тим што туниска племена повредише алжирску границу, те посла у Тунис једну малу војску. Беј је, и не покушавајући да се бори, пристао да своју земљу стави под француску заштиту. Он је задржао свој назив, своје дворове и приходе. Француска је узела на се да изврши све измене у администрацији, правосуђу и финансијама; она је добила право да смести посаде свуда, где год она сама нађе за корисно; она је узела у своје руке и односе са иностранством. Она је створила једну нарочиту управу, састављену од Француза, која је за неколико година преуредила финансије смањивањем пореза и расхода.
Урођеници су сачували своје обичаје, своје законе и имања. Али је она безбедност, која је створена правилном администрацијом, привукла у земљу и европске досељенике, који се почињу туда настањивати, не само ради трговине, него и ради обрађивања земље. У Тунису већ има 40 000 европљана, од којих је 15 000 Француза.
Тунис има 130 до 150 000 km² (четвртина Француске), а плоднији је од Алжира. Он је некада сачињавао провинцију Африку, која је за дуго била житница Рима; а осем тога ту се почела засађивати и винова лоза.
Трговина, која је 1880. год. износила 12 милиона увоза и 11 милиона извоза, већ се била подигла 1888. године на 31 милион увоза и 19 милиона извоза.
Заузимање те земље стало је Француску око 300 милиона, а заштитни се трошкови сваке године смањују.
Француска, као господар Туниса и Алжира, господари северном Африком.

### Сенегал
Пошто су Французи стигли до изворнога краја реке Сенегала, они су се упутили караванским путем, који води на Горњи Нигар и тако су дошли и у Судан.
Судан је врло пространа област, која обухвата сву средњу Африку од горњега Нигра до горњега Нила. Велики је део пуст, а без сумње и неплодан. Али, и поред непрекидних ратова, који уништавају села, и поред непријатељских похода трговаца с робљем, који одводе становништво, у Судану ипак преостаје довољно становништва, да се може отворити важно тржиште. Европљани су гледали да тамо продру, да би отворили излаз својој роби (нарочито тканинама и гвожђурији), која би се давала у размену за домаће производе: слонову кост, златан песак, гуму и жита. За долазак у Судан Французи су имали на избору два пута, један од Алжира преко Сахаре на Тимбукт, а други од Сенегала, који се спушта дуж Нигра. У исти мах су пројектоване две жељезничке пруге, једна преко Сахаре, која би полазила од Алжира, а друга која би везивала Нигар са Сенегалом. После погибије Флатерсова друштва ((Paul-François-Xavier) Flatters је био француски официр. Као потпуковник у Алжиру у два маха је предузимао да преко Сахаре трасира железничку пругу за Судан. Но оба пута су морали рад прекинути због урођеничких напада. 16. фебруара 1881. године урођеници Туареги нападну га у Вир-ел-Гарати, те убију и њега и готово сву пратњу његову.), које је било послато у Сахару (1882), одустало се од грађења преко Сахаре. У Сенегалу су радови започети и 264 километра железнице пуштено је у саобраћај, али је грађење више стало него што се мислило...
У свима земљама, које су пристале на уговоре, Француска је завела војничке поште с малим посадама. Та поштанска линија сад је већ потпуно постављена на Сенегалу. 1883. године заузета је Бамака на Нигру, и сад се та линија почиње спуштати низ ту реку.
У Сенегалу готово да и није имало Француза, јер је поднебље сувише топло. Али су се урођеници врло брзо навикли, да се сматрају за француске поданике, и трговина се нагло развија. Годишњи је обрт био око 40 милиона. (Француска су насеља на гвинејској обали само мале трговачке радње, које је влада чак била и сасвим напустила као нездраве и врло скупе.)

### Конго
Јужно од полутара, једна мала француска трговачка кућа при уласку у Габон послужила је као полазна тачка за испитивања, која је достигла до велике реке Конга. Саворњан-де-Браца заузео је у име Француске једну просторију од 670 000 km², чије је границе утврдила Берлинска Конференција 1885.—86. године. Та област, која је по простору већа од Француске, још је насељена само староседеоцима. Но поднебље је у њој здравије него у Сенегалу и неколика насеља већ су тамо заснована: — једно је у изворном крају Огоује, а друго на десној обали Конга у Брацавиљу (наспрам Леополдвиља, главнога града слободне државе Конга, који је засновао Стенли на другој обали Конга за рачун белгијскога краља).

### Мадагаскар
На источној обали Африке Француска је покушавала у XVII и XVIII столећу да заузме велико острво Мадагаскар. Но она је од тога одустала и у том крају само је задржала ситна острва и Реинион, које је негда било врло богато острво услед садова каве и шећерне трске, а данас је готово пропало, због тога што се земља испостила.
Она је покушала да утврди свој утицај над ховајским народом, који је на Мадагаскару засновао неку врсту војничке царевине. Склапано је више уговора о заштити, али су енглески мисионари, који су ховајске краљеве обратили у хришћанство, у почетку француски утицај држали у равнотежи. Француска је влада почела приморавати Ховајце да приме уговор од 1885. године, којим се Француској уступало пристаниште Диего-Суареу и допуштало јој се, да у мадагаскарској престоници има свога дипломатскога посланика (ресидента). А по том се она најзад реши да у унутрашњост острва пошље и једну војничку експедицију, што се заврши присвајањем Мадагаскара (1895)
На тај је начин Француска постала најпретежнија у сва та четири афричка краја.

## Француско ширење у Азији
Француска је последња дошла и утврдила се на југоисточној страни, у Индо-Кини (1862.).
Од сва та три притежања најнезнатније је француско, али се и оно нагло увећавало. Заузимање је, почело 1862. године. Анамски цар, који је допустио да се побију француски мисионари, приморан је, да уступи три области, од којих је створена француска Кочинчина. Године 1867. она је увећана с три нове области. Она данас има скоро 2 милиона становника и чини трговински обрт од 123 милиона годишње; њен се буџет од 8 милиона, колико је износио 1868, подигао у 1888. години на 30 милиона. Земља је истина нешто мало нездрава, изузимајући планинске крајеве, али је врло плодна, а нарочито пиринчем.
Француска је утврдила своју заштиту над малом краљевином Камбоџом 1863. године, а по том, после Токинскога Рата и над самим Анамским Царством (1883.). Анамску област Тонкин, која је у ствари постала независна, два пута су Французи освајали, и од 1882. године њом управљају Французи.